# Uriel Antuna
Artikeln följer den spanska namnseden; faderns efternamn är Antuna och moderns efternamn Romero.
Carlos Uriel Antuna Romero, född 21 augusti 1997, är en mexikansk fotbollsspelare som spelar för Cruz Azul.
Han blev olympisk bronsmedaljör i fotboll vid sommarspelen 2020 i Tokyo.